# UNITY (真中潤のアルバム)
『UNITY』（ユナイティ）は、真中潤のインディーズアルバム。

## 概要
最後のインディーズ作品となった本作は洋楽カバー曲「I Love Rock'n Roll」を含んだフル・アルバム。

## 批評
CDジャーナルは真中の歌唱姿勢を「濁りの無いまっすぐな声」と、上記の洋楽カバー曲を「（本作の中で）最もはまっている曲」と評した。

## 収録曲
1. Perfect
作詞：真中潤　作曲：藤本貴則　編曲：斉藤辰夫
2. Get The Party
作詞：真中潤　作曲・編曲：大島こうすけ
3. UNITY
作詞：真中潤　作曲・編曲：Hiya & Katsuma
4. Voltage
作詞：真中潤　作曲：呉地マサキ　編曲：轟大輔・Lee Jae Kwan
5. Last Song
作詞：真中潤　作曲・編曲：Hiya&Katsuma
6. Message
作詞：真中潤　作曲：吉木絵里子　編曲：鎌田真吾
7. I Love Rock'n Roll
作詞・作曲：Jak Hooker・Aran Merrill　編曲：MissTy・Shun
8. Friends
作詞：真中潤　作曲：太田俊秋　編曲：轟大輔・Lee Jae Kwan
9. Memories
作詞：真中潤　作曲：藤本貴則　編曲：林良
10. THANK U
作詞：真中潤　作曲：吉木絵里子　編曲：堀江優子

## レコーディング参加
- 黒瀬蛙一 - ドラム(#1 - 6, 8, 10)
- 後藤康二 - ギター(#2, 8)